# Терпеновые смолы
Терпеновые смолы — низкомолекулярные смолоподобные вещества природного (канифоль, абиетиновая смола) либо искусственного (при химических превращениях терпенов) происхождения. Наибольший интерес представляют политерпеновые, терпенофенольные и терпенофенолоформальдегидные смолы, окситерпеновая смола.

## Политерпеновые смолы
При каталитической полимеризации в присутствии AlCl3 α- и β-пинена и дипентена можно получить политерпеновые смолы. Эти смолы также получают сополимеризацией β-пинена с α-пиненом, дипентеном, α-метилстиролом или аллооцименом. Сополимеризация терпеновых углеводородов скипидара, катализированная алюмосиликатами, приводит к низкомолекулярным жидким политерпенам.
Политерпеновые смолы представляют собой нетоксичные вещества, окрашенные в различные цвета от светло-жёлтого до тёмно-коричневого. Они устойчивы к действию воды и водных растворов кислот и щелочей, но растворяются в неполярных органических растворителях. Это морозо-, термо- и светостойкие соединения с высокими диэлектрическими свойствами. Их используют в качестве компонентов адгезивов, а жидкие политерпены — в лакокрасочном производстве как модификаторы.

## Терпенофенольные смолы
Терпенофенольные смолы (терпенилфенолы) образуются при алкилировании фенолов терпенами (камфеном, α-пиненом, 3-кареном, дипентеном либо их смесями (скипидаром)) в присутствии кислотных катализаторов, например, хлорной кислоты, трифторида бора и его комплексов). В зависимости от состава реагентов и способа получения свойства смол меняются в довольно широких пределах. Они применяются как промежуточные продукты для получения душистых веществ (санталидола, кедрола, мустерона, сантала А и др.), а также как компоненты адгезивов и модификаторов в лакокрасочной промышленности.

## Терпенофенолоформальдегидные смолы
При реакции фенолов с формальдегидом и терпенами (индивидуальными и их смесями) образуются терпенофенолоформальдегидные смолы. Их свойства также весьма варьируют в зависимости от условий их получения. Применяются в лакокрасочной промышленности, как гидрогерметики.

## Окситерпеновая смола
Глубокое окисление скипидара без пинена кислородом воздуха при 80-85 °C приводит к окситерпеновым смолам, которые применяются в лакокрасочной промышленности и для получения эпоксидных композиций повышенной водостойкости.